# Surorile Van Buren
Surorile Augusta și Adeline Van Buren au parcurs 5.500 de mile în 60 de zile pentru a traversa Statele Unite continentale, fiecare pe motocicletă, terminând călătoria pe 8 septembrie 1916. Procedând astfel, au devenit a doua și a treia femeie care traversează continentul pe motocicletă, după Effie Hotchkiss, care finalizase o rută Brooklyn–San Francisco cu un an înainte, împreună cu mama ei, Avis, ca pasageră în ataș⁠(d).

## Istoria călătoriei

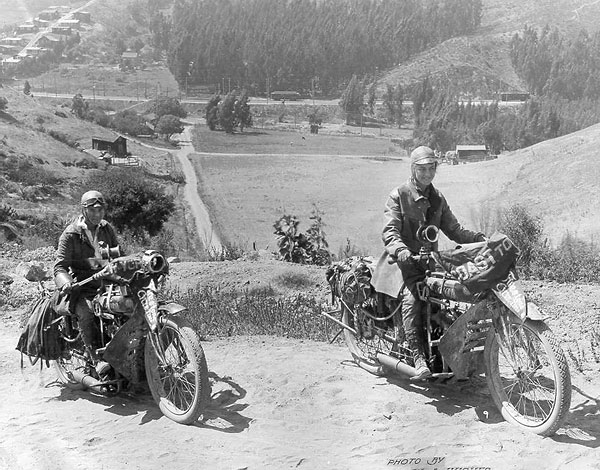

Surorile se trag din Martin Van Buren, al optulea președinte al Statelor Unite. În 1916, Augusta, în vârstă de 32 de ani, și Adeline Van Buren, în vârstă de 27 de ani, sau Gussie și Addie, așa cum erau cunoscute, erau tinere și active în Mișcarea națională de pregătire⁠(d). America era pe punctul de a intra în Primul Război Mondial, iar surorile doreau să demonstreze că femeile puteau conduce motociclete la fel de bine ca bărbații și că vor putea servi ca curiere pe motocicletă⁠(d) în armată, degrevând bărbații și făcându-i disponibili pentru alte sarcini. Ele sperau și să elimine unul dintre argumentele principale pentru refuzul de a li se acorda femeilor dreptul de vot. Pentru călătorie, s-au îmbrăcat în jambiere în stil militar și în pantaloni de călărie din piele, un tabu în acea perioadă.
Ele au plecat de la Sheepshead Bay Race Race⁠(d) din Brooklyn, New York, pe 4 iulie, călătorind motocicletele Indian Power Plus⁠(d) de 1.000 cc echipate cu faruri pe gaz. La vremea respectivă, motociclete Indian erau motociclete de ultimă generație, care se vindeau cu 275 de dolari și aveau anvelope „antiderapante” Firestone⁠(d).
Ele au ajuns la Los Angeles pe 8 septembrie după ce au avut de luptat cu drumuri proaste, ploi abundente și noroi, bariere naturale precum Munții Stâncoși și bariere sociale, cum ar fi polițiști locali ofensați de faptul că purtau haine de bărbați. În timpul călătoriei, au fost arestate de mai multe ori, nu pentru viteză, ci pentru că purtau haine bărbătești. În Colorado, au devenit primele femei care au atins vârful Pikes Peak⁠(d) de 4.300 m cu un vehicul cu motor. Mai târziu, s-au rătăcit în deșert, la 100 de mile vest de Salt Lake City, și au fost salvate de un prospector după ce au rămas fără apă. Ele și-au finalizat călătoria trecând granița spre Tijuana, în Mexic.
În ciuda reușitei în călătoria lor, solicitările surorilor de a fi admise în armată ca curiere militare au fost respinse. Relatările din principala revistă de motociclism din acea vreme lăudau motocicleta, dar nu și surorile și au descris călătoria drept o „vacanță”. Un ziar a publicat un articol degradant în care acuza surorile că folosesc chestiunea pregătirii naționale ca o scuză excelentă pentru a scăpa de rolurile lor de gospodine și „a-și afișa formele feminine în uniforme kaki și de piele”. 

## Viața ulterioară
Adeline și-a continuat cariera de educatoare și și-a obținut diploma de drept de la Universitatea din New York. Augusta a devenit pilot și s-a alăturat organizației internaționale de zbor pentru femei a Ameliei Earhart, Ninety-Nines⁠(d).

## Memorial
În 1988, realizarea lor a fost sărbătorită de patru femei membre ale American Motorcyclist Association⁠(d) (AMA) cu „Van Buren Transcon”, un efort de strângere de fonduri pentru Fundația de Cercetare a Diabetului Juvenil⁠(d), cu susținerea companiilor Honda, Kawasaki⁠(d), Suzuki și Yamaha, și conceput pentru îmbunătățirea percepției publice asupra motociclismului⁠(d).
În 2002, surorile au fost introduse în Motorcycle Hall of Fame⁠(d) al AMA și în Hall-of-fame-ul muzeului Sturgis al motocicletei⁠(d) în 2003. 
În 2006, Bob Van Buren, strănepotul surorilor, și soția sa, Rhonda Van Buren, au reluat traseul parcurs de Gussie și Addie pe un Harley-Davidson Low Rider, din New York către San Francisco. În conformitate cu dorința surorilor de a influența armata, călătoria a fost o strângere de fonduri pentru Intrepid Fallen Heroes Fund și a pornit de la Intrepid Sea, Air & Space Museum⁠(d) din Manhattan. Contribuțiile la fond au ajutat la construirea unui nou spital de reabilitare la Brooke Army Medical Center (BAMC) din San Antonio, Texas.